# Mike Barson
Michael "Mike" Barson, soprannominato Monsieur Barso (Edimburgo, 21 aprile 1958), è un tastierista britannico, membro del gruppo 2 tone ska Madness.